# Heinrich Wiltberger

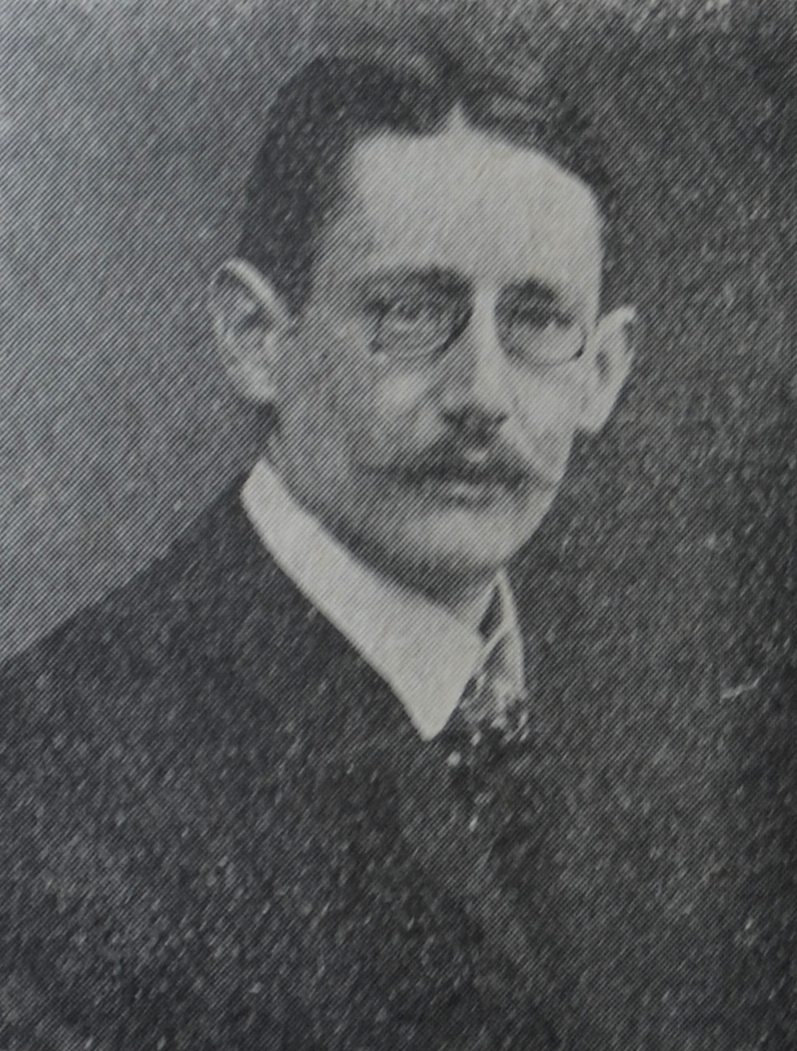
Heinrich Wiltberger, 1911

Heinrich Wiltberger (* 13. März 1873 in Colmar; † 6. Oktober 1936 in Pfalzburg) war Jurist und Mitglied des Deutschen Reichstags.

## Leben
Wiltberger besuchte von 1879 bis 1881 die Seminarübungsschule in Schlettstadt, dann bis 1886 das dortige Gymnasium  und bis 1891 das Gymnasium in Colmar. Er studierte Rechts- und Staatswissenschaften an den Universitäten in Freiburg, Leipzig und Straßburg. Seit September 1900 war er Notar in Lauterburg und Mitglied des Gemeinderats daselbst.
Von 1903 bis 1912 war er Mitglied des Deutschen Reichstags für den Wahlkreis Reichsland Elsaß-Lothringen 10 (Hagenau, Weißenburg). 1903 wurde er als Kandidat der Elsässischen Protestpartei gewählt, 1907 als Kandidat der Zentrumspartei.
Bei der Landtagswahl 1911 wurde er für das Zentrum im Wahlkreis Weißenburg-Lauterburg-Selz in die Zweite Kammer des Landtags des Reichslandes Elsaß-Lothringen gewählt, dem er bis 1918 angehörte.